# محمد کوروگلیف
محمّد کوروگلیِف (به روسی: Магоме́д Куругли́ев؛ زادهٔ ۱۶ آوریل ۱۹۷۴) کشتی‌گیر پیشین روسیه‌ای است که در دستهٔ میان‌وزن کشتی آزاد برای کشور قزاقستان رقابت کرده‌است. او برندهٔ یک مدال برنز مسابقات قهرمانی کشتی جهان (۲۰۰۵) و نیز در بازی‌های آسیایی برندهٔ یک مدال نقره (۲۰۰۲ بوسان) و دو برنز (۱۹۹۸ بانکوک و ۲۰۰۶ دوحه) است. کوروگلیف همچنین یک مدال نقره (۱۹۹۶) و دو برنز (۲۰۰۳، ۲۰۰۴) را از مسابقات قهرمانی کشتی آسیا کسب کرده است.